# Носенко Віктор Іванович
Віктор Іванович Носенко (22 грудня 1957, Чернігівська область) — український флотоводець, контрадмірал, начальник Академії військово-морських сил імені П. С. Нахімова.

## Біографія
Народився 22 грудня 1957 в м. Ніжин Чернігівської області.
З 2003 по 2004 — командир Південної військово-морської бази ВМС України.
З 2004-го по 2006 р. — начальник Севастопольського військово-морського інституту ім. П. С. Нахімова..
Був заступником командувача Військово-Морськими Силами України з бойової підготовки.
З 30.12.2012 — член Правління Клубу адміралів та генералів ВМС України.